# 333-я штурмовая авиационная дивизия
333-я штурмовая авиационная дивизия  (333-я шад) — соединение Военно-воздушных сил (ВВС) Вооружённых сил РККА штурмовой авиации, готовившее кадры для штурмовой авиации в Великой Отечественной войны.

## Наименования дивизии

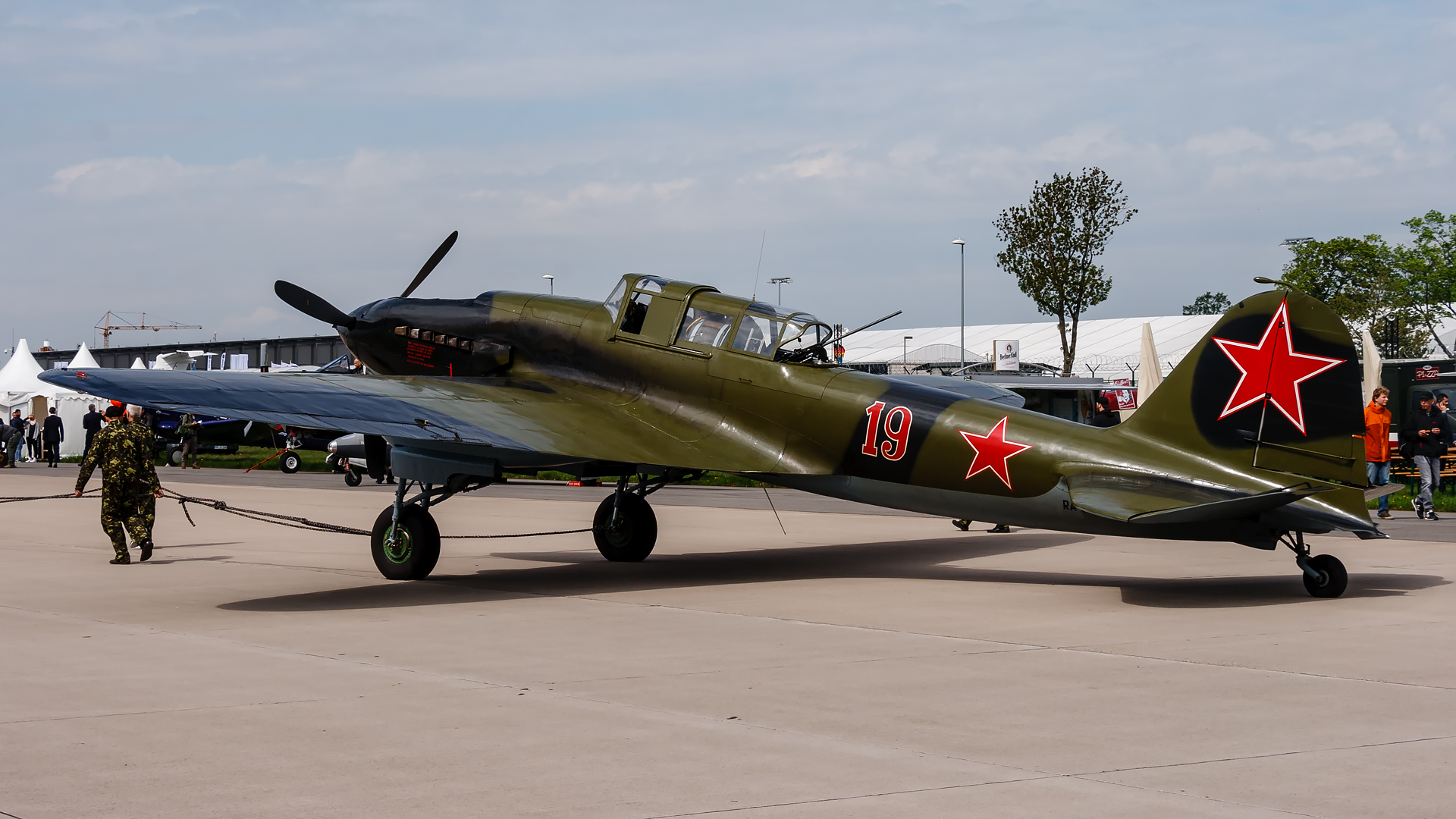
Конструкторы называли разработанный ими штурмовик Ил-2 «летающим танком», пилоты-истребители люфтваффе прозвали его «бетонным самолётом» (нем. Betonflugzeug), солдаты вермахта называли его «чумой» (нем. Schwarzer Tod, дословно: «чёрная смерть»).

- 333-я штурмовая авиационная дивизия[1];
- 333-я истребительно-бомбардировочная авиационная дивизия;
- Войсковая часть (Полевая почта) 19004[1].

## История и боевой путь дивизии
Сформирована в ноябре 1943 года как 333-я штурмовая авиационная дивизия в составе ВВС Приволжского военного округа на основе частей штурмовой авиации из состава 1-й запасной штурмовой авиабригады. Дивизия в боевых действиях не участвовала, занималась подготовкой летных кадров, формированиями и укомплектованием полков для фронта.
В состав дивизии входили:
- 381-й штурмовой авиационный полк;
- 905-й штурмовой авиационный полк;
- 944-й штурмовой авиационный полк;
- 954-й штурмовой авиационный полк;

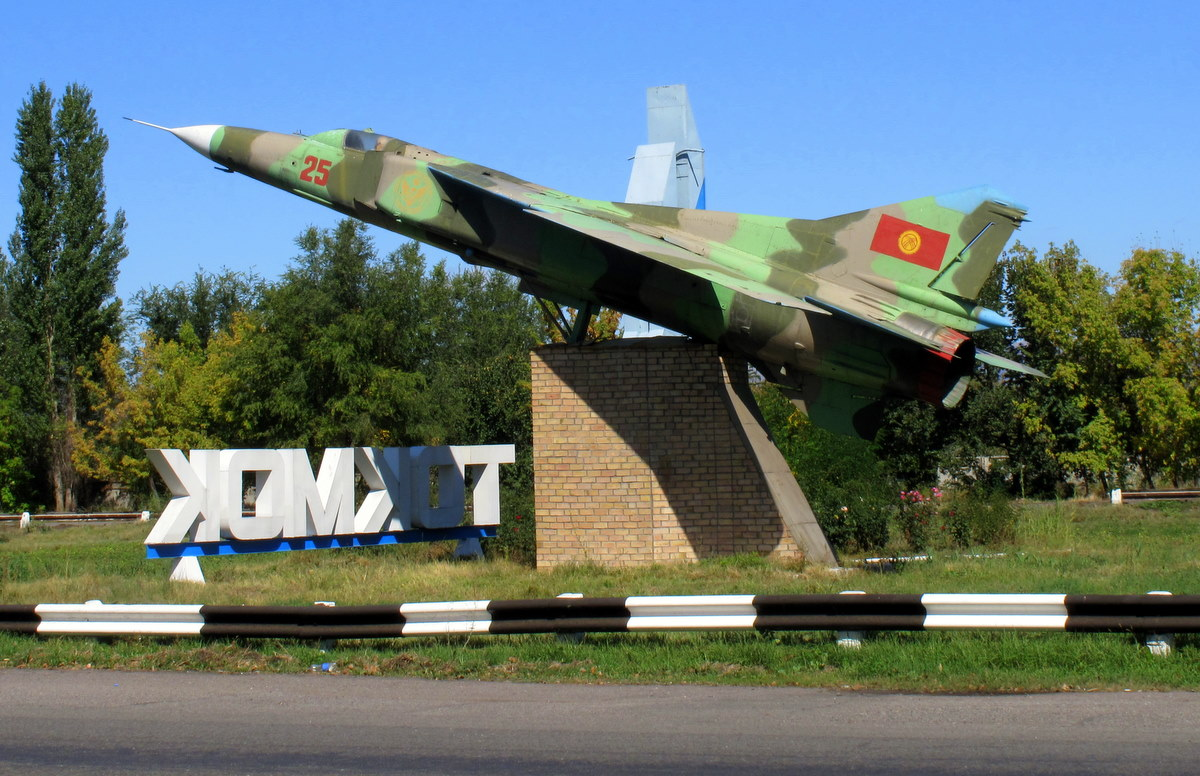
Постмент МиГ-23 на аэродроме Токмак, где базировался 905-й истребительно-бомбардировочный авиационный полк, впоследствии 905-й истребительный авиационный полк.

В апреле 1945 года дивизия перебазирована в состав ВВС Среднеазиатского военного округа с базированием в городе Фрунзе (ныне Бишкек).
После войны дивизия базировалась на территории ВВС Среднеазиатского военного округа. В 1946 году дивизия вошла в состав вновь сформированной 6-й воздушной армии. В апреле 1947 года два полка дивизии: 381-й штурмовой авиационный полк и 954-й штурмовой авиационный полк были расформированы, а им на смену прибыл 217-й штурмовой авиационный полк из ВВС Приволжского военного округа на самолетах Ил-10. К началу 1947 года все полки дивизии были переучены на Ил-10.
На смену Ил-10 в 1956 году в полки дивизии пришла новая реактивная техника — МиГ-15. Освоив самолет, дивизия вместе с полками в 1956 году были переформированы в истребительно-бомбардировочные: 333-я истребительно-бомбардировочная авиационная дивизия.
В связи с массовым сокращением авиации и в связи реорганизацией Вооруженных Сил авиационная дивизия была расформирована в соответствии с Законом Верховного Совета СССР «О новом значительном сокращении ВС СССР» от 15.01.1960 г. Полки дивизии:
- 217-й истребительно-бомбардировочный авиационный полк (Кант) — вошел в прямое подчинение 73-й воздушной армии;
- 905-й истребительно-бомбардировочный авиационный полк (Токмак-2) — вошел в прямое подчинение 73-й воздушной армии;
- 944-й истребительно-бомбардировочный авиационный полк (Фрунзе-1) — расформирован.

## Командир дивизии
- Полковник Аввакумов Михаил Васильевич[2], период нахождения в должности: с декабря 1943 года по март 1948 года

## В составе объединений
| Дата          | Фронт (округ)                 | Армия                                | Примечания |
| ------------- | ----------------------------- | ------------------------------------ | ---------- |
| 01.11.1943 г. | Приволжский военный округ     | ВВС Приволжского военного округа     |            |
| 01.04.1945 г. | Среднеазиатский военный округ | ВВС Среднеазиатского военного округа |            |
| 01.04.1946 г. | Среднеазиатский военный округ | 6-я воздушная армия                  |            |
| 20.02.1949 г. | Среднеазиатский военный округ | 73-я воздушная армия                 |            |
| 01.04.1956 г. | Среднеазиатский военный округ | 73-я воздушная армия                 |            |
| 01.04.1960 г. | Среднеазиатский военный округ | 73-я воздушная армия                 |            |

## Части и отдельные подразделения дивизии
За весь период своего существования боевой состав дивизии не претерпевал изменения:
| Период                  | Наименование                     | Вооружение                                            |
| ----------------------- | -------------------------------- | ----------------------------------------------------- |
| 01.11.1943 — 01.05.1947 | 381-й штурмовой авиационный полк | Ил-2, Ил-10, расформирован                            |
| 01.11.1943 — 1955       | 905-й штурмовой авиационный полк | Ил-2, Ил-10, МиГ-15, МиГ-17, передан в состав 73-й ВА |
| 01.11.1943 — 1955       | 944-й штурмовой авиационный полк | Ил-2, Ил-10, МиГ-15, МиГ-17, расформирован            |
| 01.11.1943 — 01.05.1947 | 954-й штурмовой авиационный полк | Ил-2, Ил-10, расформирован                            |
| 01.05.1947 — 01.05.1960 | 217-й штурмовой авиационный полк | Ил-10, МиГ-15, МиГ-17, передан в состав 73-й ВА       |

## Базирование
| Период            | Место базирования     |
| ----------------- | --------------------- |
| 04.1945 — 06.1960 | Фрунзе Киргизской ССР |